# 阿久刀神社

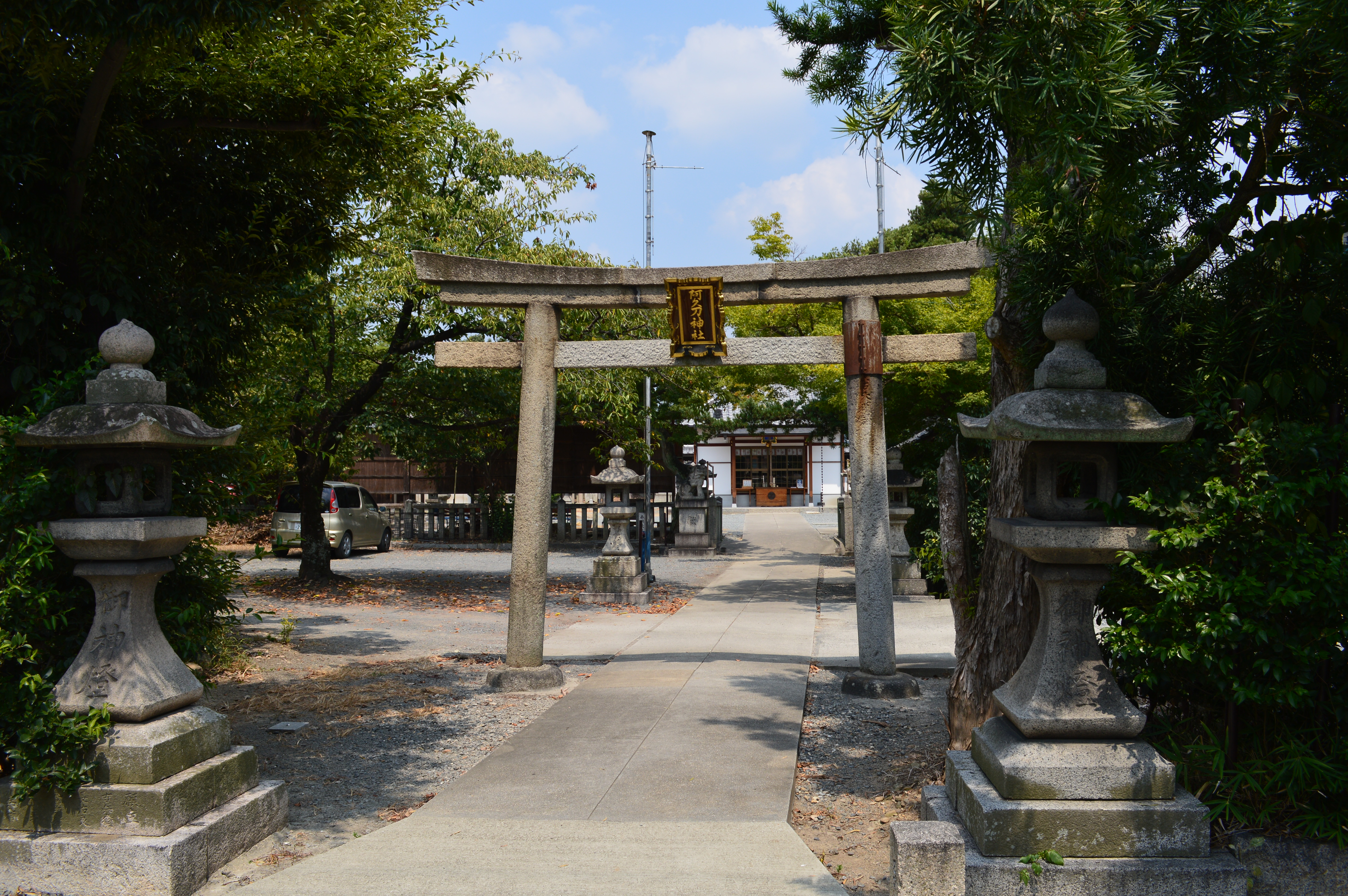
鳥居

阿久刀神社（あくとじんじゃ）は、大阪府高槻市清福寺町にある神社。式内社で、旧社格は村社。

## 祭神
- 住吉大神（すみよしのおおかみ）[1][2]
  - 底筒男命（そこつつのおのみこと）、中筒男命（なかつつのおのみこと）、表筒男命（うわつつのおのみこと）の総称[1]。

俗に「住吉さん」と呼ばれるため、『特選神名牒』において祭神は住吉神とされている。しかし『摂陽群談』では諏訪神とするほか、阿久斗比売（安寧天皇皇后）とする説、久度神とする説などもある。

## 歴史

### 創建
創建は明らかではなく、諸説が論じられている。
『神名帳考証』では、『新撰姓氏録』にある「調連（つきのむらじ）」条にある顕宗天皇に絁絹を献じた「阿久太」との関係を論じている。また調連が努理使主の後裔と記すことに関して、努理使主は『古事記』に仁徳天皇皇后に蚕を献じたと見える「奴理能美」と同じとし、養蚕の技術を持つ渡来系の阿久太が当地に住み氏神として祀ったと推測している。
また『新撰姓氏録』には、摂津国に神饒速日命後裔の「阿刀連（あとのむらじ）」条の記載があり、社名はそれによるという説もある。
なお、境内北方を流れる「芥川（あくたがわ）」の名は当社の社名に因むといわれ、「阿久刀川（あくとがわ）」の転訛により「芥川」となったとされる。

### 概史
平安時代中期の延長5年（927年）に編纂された『延喜式神名帳』には「摂津国島上郡 阿久刀神社」と記載され、式内社に列している。
その後の歴史は不明であるが、永禄年間（1558-1570年）に三好氏・松永氏の兵火により焼失したが、文政11年（1828年）に本殿が再建された。江戸時代には「住吉大明神」と称していた。
明治5年（1872年）の神社整地の際、近隣の諏訪神社（すわじんじゃ）、大将軍社（だいしょうぐんしゃ）などが境内社として移転された。また、近代社格制度では村社に列した。

## 境内
境内に立つ神木のムクノキは、樹高21.5メートル、幹周3.45メートルで、1990年（平成元年）に市の保護樹木に指定されている。

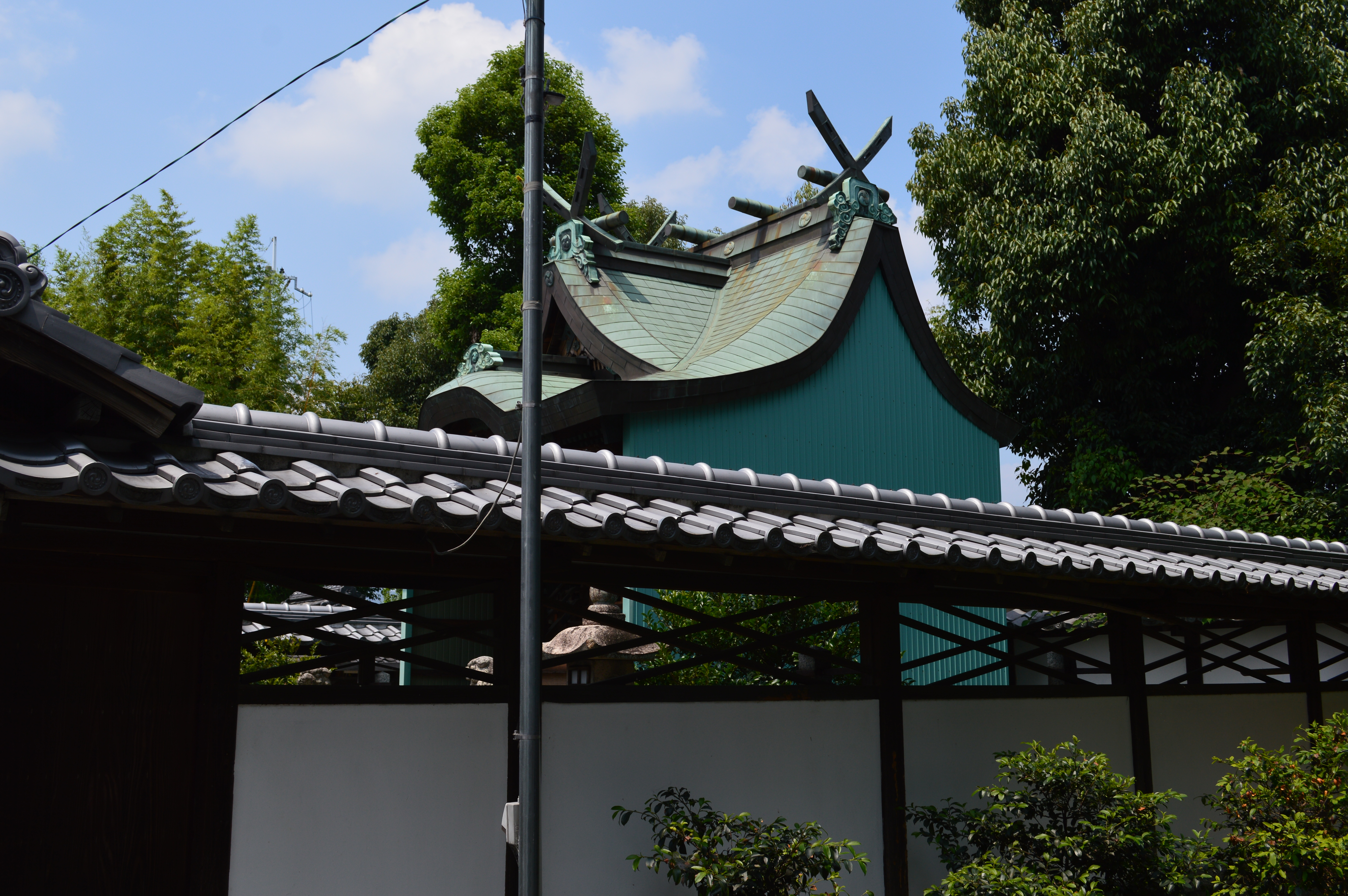
本殿
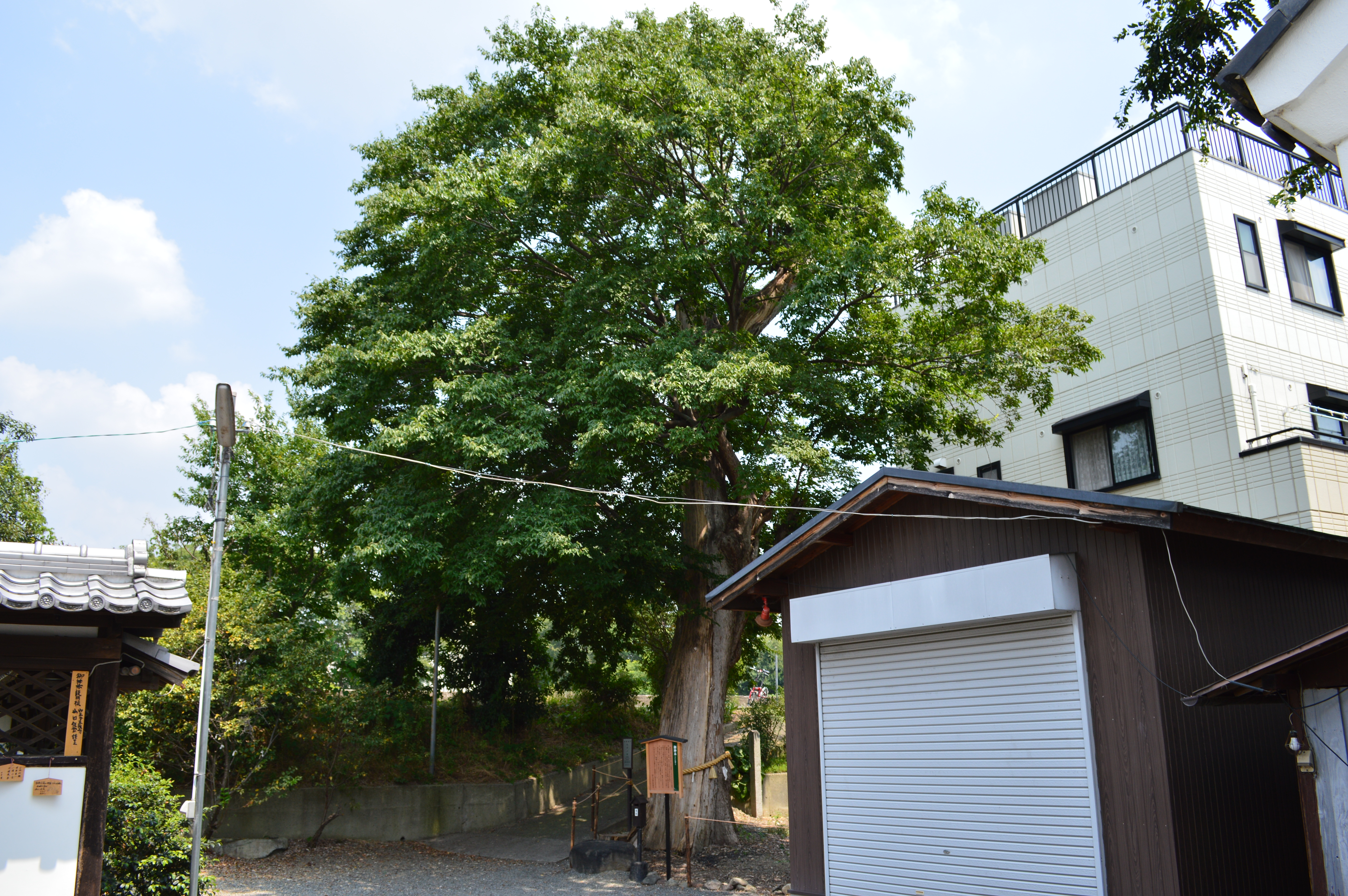
神木のムクノキ

## 摂末社
いずれも境内社。
- 大将軍社
- 五社神社
- 諏訪神社
- 小島神社
- 五社神社
- 大将軍社

## 祭事
- 月次祭 （毎月1日・午前10時）[9]
- 元旦祭、大鳥居茅輪くぐり （1月1日-3日）
- とんど祭 （1月15日）
- 厄除け節分祭 （2月2日）
- 人形火炊き神事 （2月3日）
- 春祭り、湯立て神事 （4月第2日曜日）
- 秋祭り （10月・体育の日）
- 七五三詣り、知恵の輪くぐり （11月15日）

## 交通アクセス
- 西日本旅客鉄道（JR西日本）高槻駅北口から、高槻市営バス（関西大学行）で「郡家本郷」バス停下車 （下車後徒歩3分）